# りゅうこつ座イータ星
りゅうこつ座η星（りゅうこつざイータせい、Eta Carinae, η Car）は、りゅうこつ座の恒星。
太陽質量の100倍以上の大質量星同士の連星であり、高光度の青色超巨星（高光度青色変光星、LBV）である。光度は太陽の500万倍で、銀河系内でも特に異色の大質量星である。
エータ・カリーナという名でも知られている。過去に恒星から放出された大量の物質が星雲（人形星雲）となって周囲を取り巻いており、この星雲を含めてイータ・カリーナと呼ぶ事もある。なお、ラテン語では Eta Carinae であり、原語により忠実に読むと「エータ・カリーナエ」あるいは「エータ・カリーネー」、英語では「イータ・カライニー」となるが、日本語ではCarinaを属格Carinaeにしない「エータ・カリーナ」という通称が広まっている。

## 特徴
以下の2星から構成される
| 指標         | 構成要素                                                        | 構成要素       |
| 指標         | η Car A (主星)                                                  | η Car B (伴星) |
| ------------ | --------------------------------------------------------------- | -------------- |
| スペクトル型 | （LBV）                                                         | O5 V           |
| 質量 (M☉)    | 100-120                                                         | 30-60          |
| 半径 (R☉)    | 100                                                             | 23.6           |
| 光度 (L☉)    | 500万                                                           | 933,000        |
| 表面温度 (K) | 15,000- 25,000 35,000 (中心から60R☉) 9,400- 15,000 (恒星風終端) | 37,200         |

2011年現在、りゅうこつ座η星は太陽系近傍において詳細な研究ができる最も大質量な恒星であるとされている。地球に近い他の恒星がより高光度・大質量である可能性もあるものの、りゅうこつ座η星の光度は広い波長域でのデータに基づいて確認されたものとしては最高である。非常に大質量であるとみられるピストル星などの他の恒星でも、りゅうこつ座η星よりは質量は小さいと考えられている。
りゅうこつ座η星のように質量が太陽質量の数十倍以上の恒星は、明るさが太陽の10万倍以上になる。このような規模の恒星は極めて稀で、銀河系と同程度の規模の銀河1つあたり数十個程度である。これらの星はエディントン限界に達しつつある（あるいは超えうる）のではないかと考えられている。つまり、恒星を膨張させる輻射圧がそれを抑える重力と同じくらい強いということである。太陽質量の120倍を超える超巨星は理論的なエディントン限界を超えるため、輻射や吹き飛ぶガスを重力で保持できず、結果として激しい重力波と共に極超新星爆発を起こし、ブラックホールとして終焉を迎える。
りゅうこつ座η星は連星なので、表面温度と絶対光度の関係からだけでなく、連星系の公転軌道の大きさや周期の測定によっても質量推定が可能である。しかし、後述の通り、表面の位置が不明確であり、軌道に関する情報も正確には判明していないので、質量の推定値にはかなりの幅がある。非常に大きな光度から質量の下限は90M☉と推定されており、連星系の測定から主星の質量は100～120M☉、伴星の質量は30～60M☉と推定されている。
主星の半径推定値には、非常に大きな幅がある。主星は高密度の恒星風の存在が"表面"の定義を困難にしている。ある研究においては、物理的"表面"と見なせる可能性のある場所として、光学的深さ約150・温度35,000Kとなる"コア"を定義し、その半径を60R☉と算出した。光学的深さ約0.67の半径は800R☉を超えるとされ、高密度の恒星風が広範囲に広がっていることを示している。大増光時にはその半径が約1400R☉であったと推定されており、仮にこれを"表面"と見なした場合、既知の恒星としては最大級とされているおおいぬ座VY星に匹敵する大きさにまで膨張したことになる。
前述のとおり、表面の定義が困難なため、どこをもって表面温度とするか？という問題がある。表中の主星の表面温度：15,000～25,000Kは"不透明な外縁"における推定温度である。

## 光度変化
りゅうこつ座η星はこれまでに数度、異常な増光が記録されている。1677年、エドモンド・ハレーはこの星を4等級と記録しているが、1730年頃に増光が観察され、1782年には元に戻った。さらに19世紀前半には0等級前後という異常な光度の増加を少なくとも4回起こしている。中でも1841-43年には-0.8等級に達し、カノープスを抜いて全天でもシリウスに次ぐ明るさとなった。
この現象は超新星爆発ではなかったものの、りゅうこつ座η星は数年で超新星爆発と同レベルの光を放った。その後は減光し1900年から1940年ごろには8等級ほどの肉眼では見えない星となった。さらに後には再びやや明るくなり、2000年代初頭の現在は6等級ほどの明るさを保っている。
この大増光は、元々三重連星であった星η星の内の2つの星が合体した時に起きたとの説がある
他の銀河でも、一時は超新星だとされながらそうでなかった例として NGC 1058 の SN 1961V や UGC 4904 の SN 2006jc などがある。これらは、超新星爆発寸前の超巨星の表面が一部爆発したか、エネルギーが爆発に足らず完全な超新星になり損ねたなどの可能性が考えられている。りゅうこつ座η星の巨大爆発は、こうした現象発見のための原点となった。このような現象は、超新星とスペクトル型が似ていることから、擬似的超新星 (Supernova impostor) と名づけられている。
なお、現在のりゅうこつ座η星は約5.5年の周期で小規模な増光を繰り返している。また、この星はX線源でもあり、増光に合わせてX線も増加するが、そのピーク付近で急減する。この現象について、ブラジルの Damineli や Lopes らは以下のように説明している。
100～120M☉の主星を30～60M☉の伴星が離心率の高い（近点では伴星が主星の外層部に入り込むほどの）楕円軌道を描いて、約5.5年の周期で公転している。両者は共に激しく恒星風を噴き出しており、近点のあたりでは恒星風同士が衝突して、その衝撃波面でX線が発生する。しかし太陽系から見て伴星（および衝撃波面）が主星に掩蔽された状態になるとX線は急減する。

## 付近の天体
りゅうこつ座η星の付近には恒星自体と混同されやすい天体がいくつかある。
1. イータ・カリーナという呼称は星自体を指す。
2. 人形星雲 (en:Homunculus Nebula) は双極型の星雲で、主として1840年代の大爆発の残骸だと考えられる。ハッブル宇宙望遠鏡による画像で有名である。
3. 鍵穴星雲はより拡がった構造を持つ散光領域である。
4. イータカリーナ星雲 (NGC 3372) は明るい星形成領域であり、多数の大質量星を生成している。
5. トランプラー16はりゅうこつ座η星を含む散開星団で、イータカリーナ星雲の内部にある。その他にもトランプラー14などの散開星団がイータカリーナ星雲に含まれている。

## 名称
Foramen, 天社 (Tseen She)とも。

## 画像

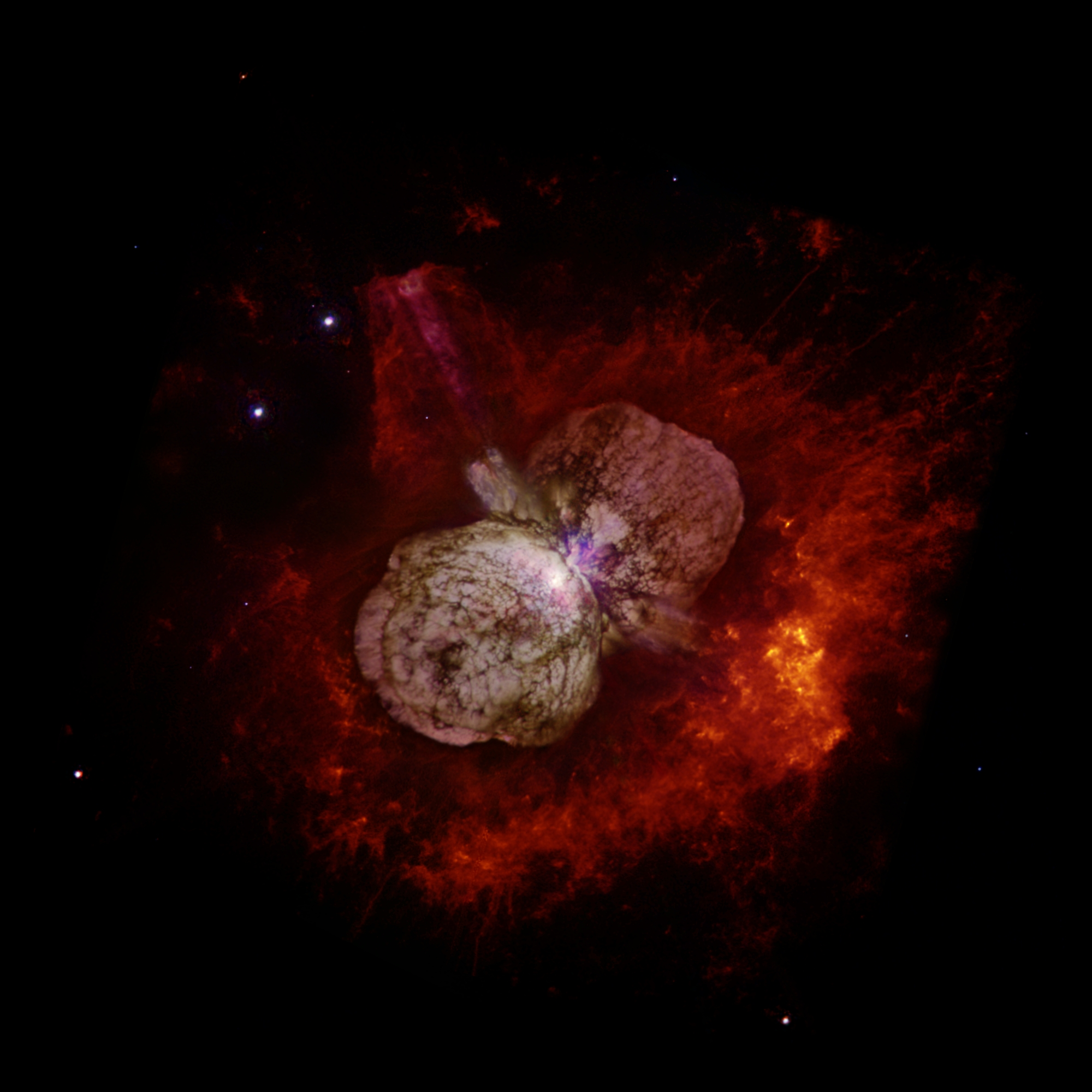
ハッブル宇宙望遠鏡による擬似カラー画像[注 1]。りゅうこつ座η星と、それを包む双極型の人形星雲とが示されている。りゅうこつ座η星自体は画像中央の白い点であり、人形星雲のくびれの部分に位置する。